# Яцек Хмельник
Яцек Хмельник (пол. Jacek Chmielnik; нар. 31 січня 1953, Лодзь — пом. 22 серпня 2007, Сухава) — польський актор і режисер театру та кіно.

## Життєпис
Яцек Хмельник народився 31 січня 1953 року в Лодзі. У 1975 році закінчив відділ акторської майстерності у Державній вищій акторській школі кіно, телебачення і театру імені Леона Шиллера в Лодзі. В тому самому році відбувся його театральний дебют, був актором в театрах Варшави, Каліша, Лодзя, Познані та Кракова.
За свої ролі в театрі був відзначений рядом нагород, серед них «Чорна Маска» та «Золота Маска» Нового Театру Лодзя. В 1993—1996 роках був директором Нового Театру в Лодзі. З 1997 року також займався режисурою театральних вистав.
В основному відомий завдяки своїм ролям у фільмах «Ва-банк», «Ва-банк-2», «Кінгсайз». Був телеведучим на польському каналі TVP1. Зіграв у декількох серіалах, у тому числі «На добре і погане»(2000), «Справи Кепських»(2002).
Крім цього займався драматургією.
Трагічно загинув 22 серпня 2007 року внаслідок ураження струмом у своєму підвалі поряд з дачею у Сухаві, що біля Влодави. Похований у Лодзі.

## Фільмографія

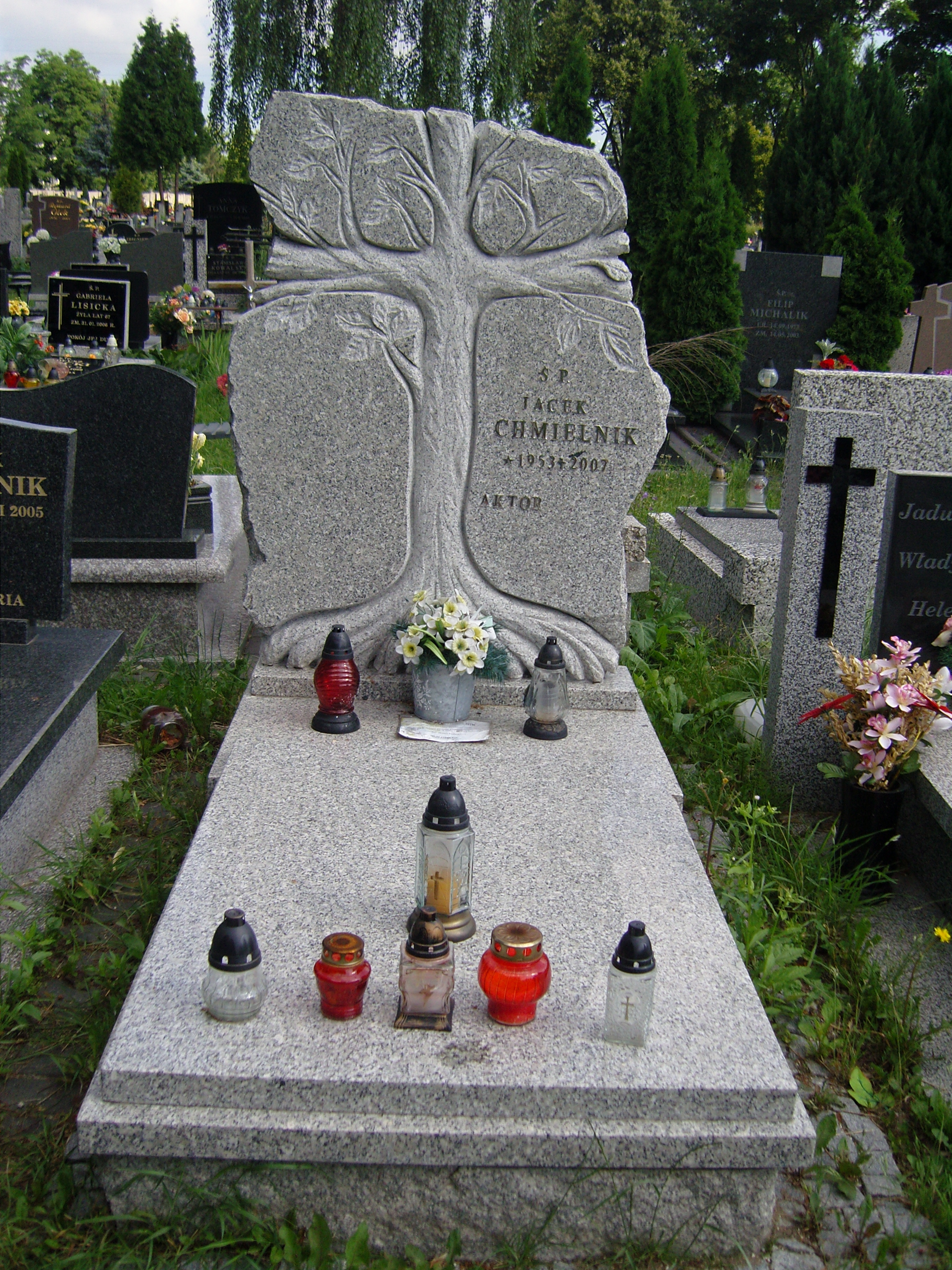
Надгробок Яцека Хмельника на комунальному цвинтарі Лодзя

| Рік  | Назва українською                   | Назва польською                     | Роль                           |
| ---- | ----------------------------------- | ----------------------------------- | ------------------------------ |
| 1981 | Ва-банк                             | Vabank                              | Мокс                           |
| 1984 | Ва-банк 2                           | Vabank II czyli riposta             | Мокс                           |
| 1985 | Запрошення                          | Zaproszenie                         | молодий лікар                  |
| 1987 | Над Німаном                         | Nad Niemnem                         | Зигмунт Корчиньський           |
| 1987 | Кінгсайз                            | Kingsajz                            | Ольгерд Єдліна                 |
| 1988 | Кольори кохання                     | Kolory kochania                     | Владислав Оркан/ Франек Ракочі |
| 1992 | Між устами і краєм кубка            | Między ustami a brzegiem pucharu    | граф Венцель Крой-Дульмен      |
| 1997 | Близькі зустрічі з веселим дияволом | Bliskie spotkania z wesołym diabłem | Макарій Мак                    |